# Amistades Peligrosas (dúo)
Amistades Peligrosas es un dúo musical español formado por Cristina del Valle y Alberto Comesaña. Durante su carrera publicaron sencillos y álbumes que llegaron a ser éxitos musicales. El grupo, con diferentes formaciones, continúa su carrera hasta la actualidad.

## Historia

### Inicios
Tras haberse conocido el 17 de junio de 1989 en Vigo durante un programa de la TVG, Alberto y Cristina se fueron a vivir juntos a Madrid como pareja sentimental. Dos años después, formaron Amistades Peligrosas de la mano del productor Luis Carlos Esteban.[cita requerida]
En sus dos primeros trabajos, se explotó la imagen de pareja (caracterizada por la defensa de posturas liberales y transgresoras) con unas letras y actuaciones en directo que reflejaban una alta tensión sexual. En canciones como «Estoy por ti» o «Hágase tu voluntad» ambos tenían un papel activo sin que predominase una parte masculina o femenina. Alberto aportó al dúo su forma de componer canciones de alto contenido erótico (heredado de su anterior proyecto Semen Up) y Cristina, su activismo político.[cita requerida]
Su primer álbum, Relatos de una intriga (publicado en 1991), llegó a vender 300.000 copias en España. Su primer sencillo, «Estoy por ti», se convirtió en uno de los mayores éxitos del dúo, el cual se utilizó en las campañas publicitarias de TVE y Coca-Cola de aquel año. El segundo sencillo fue «Muy peligroso», continuando con la temática de pareja del grupo. Su tercer sencillo, «Africanos en Madrid», resultó ser un tema con el que fueron pioneros al hablar de la vida de los inmigrantes en las grandes ciudades. Otras canciones promocionadas por el grupo fueron «Fe», «Hágase tu voluntad» y «Solo pienso en ti», una versión del grupo Cánovas, Rodrigo, Adolfo y Guzmán.[cita requerida]
En 1993 publicaron La última tentación. La temática era continuista, aunque se daba un mayor énfasis a la temática social y al concepto del bien y del mal. A su vez, abordaba asuntos polémicos como la Biblia, en temas como «Génesis», «Adán y Eva», «A mala idea» o «La última tentación». El sexo o las drogas también fueron temáticas del grupo, reflejadas en «Díselo a mi corazón» (versión de Taylor Dayne). Por otra parte, el aborto («Lágrimas de metal»), las guerras, el fin del mundo o la igualdad de género, fueron a su vez asuntos que el dúo tuvo muy en cuenta en sus composiciones. Esta idea se reflejó en el símbolo que domina el diseño del disco: una superposición de un tridente y una cruz. El primer sencillo en este trabajo fue «Me haces tanto bien», una de sus canciones más emblemáticas y posiblemente su éxito más internacional. Le siguieron otras canciones como «Casi nunca bailáis» o «¿Está Yayo?». Con este disco, vendieron unas 400.000 copias en España y aumentaron aún más su presencia en Latinoamérica, con varios discos de oro en países como Argentina, Chile, México.

### Segunda etapa
En junio de 1995, Alberto y Cristina rompieron como pareja sentimental, pero continuaron su relación profesional.[cita requerida] En 1996, publicaron su tercer disco, La profecía, en el que dieron un giro a la imagen del grupo, adoptando una estética inspirada en el barroco. Su música también se sofisticó, sustituyendo el sonido pop tradicional de sus dos primeros álbumes por el mestizaje, incluyendo una variedad de instrumentos y arreglos orquestales. La temática empezó a dejar de lado las relaciones de pareja para centrarse aún más en los temas sociales (eutanasia, inmigración, conflictos bélicos). El primer sencillo fue «Me quedaré solo», al que siguió «Sacrifícate», «El príncipe valiente» y «Ángelus», que ratificaron su éxito, vendiendo 400.000 copias en España y continuando su éxito en Latinoamérica.[cita requerida]
En Nueva era (1997), la temática sexual fue apartada en favor de temas sociales y políticos. El sonido del álbum se centró en la mezcla de música electrónica con sonidos folk (música celta, latinoamericana y árabe principalmente). Los tres singles del álbum fueron «Nada que perder», «Quítame este velo» y »Más circo y más pan».[cita requerida]
A finales de 1998, se editó un recopilatorio de 2 discos compactos: un set denominado Grandes éxitos (conteniendo 10 canciones por disco), que incluían la mayoría de sus sencillos. Se vendieron más de 200.000 copias.[cita requerida] Dicha recopilación estuvo a cargo de la discográfica EMI-Odeón S.A y fue publicado en Madrid.[cita requerida] Tras la publicación de este recopilatorio el dúo anunció su primera disolución.
Las actuaciones en vivo de Amistades Peligrosas gozaron de un éxito y repercusión aún mayor que sus discos, llegando a realizar conciertos durante sus 8 años de existencia como dúo.[cita requerida] Su interés por el mestizaje también estuvo muy presente en sus conciertos, llegando a incorporar una amplia variedad de instrumentos, secciones de cuerda e incluso una banda de gaiteros. Además, tuvieron como colaboradores a artistas de otras culturas, como Radio Tarifa, Suhail Serghini o José Ángel Hevia (el entonces nuevo compañero sentimental de Cristina de aquellos tiempos) fueron los invitados en su gira de 1998.[cita requerida]

### Reaparición en 2003
En 2002, Alberto Comesaña invitó a Cristina a ser entrevistada para el Portal Latino (canal de TV en Internet propiedad de la SGAE).[cita requerida] Tras la entrevista, decidieron darse una segunda oportunidad, de manera que grabaron una versión de «El progreso» de Roberto Carlos y se presentaron en TVG. Este reencuentro propició la grabación de un nuevo álbum en 2003 dedicado al pueblo saharaui, La larga espera, en el que combinaron una vez más la temática sobre las relaciones de pareja con otras que trataban causas sociales. En esta ocasión, tanto el sonido como la estética utilizados para el disco y la gira estuvieron muy impregnados de elementos árabes. Se llegaron a publicar 3 singles del disco («La larga espera»,«Quiero dormir contigo esta noche» y «El progreso»), consiguiendo un disco de oro por vender más de 50.000 copias.[cita requerida]
En octubre de 2005, el dúo se separaría definitivamente, aunque cinco años más tarde (con motivo de un festival de la ONG "Alas Solidarias" celebrado el 17 de agosto de 2010 en Lorca), se reunirían de nuevo sobre un escenario.

### Etapa 2006-2019
Durante los años 2006-2014, tras la disolución del grupo original, Comesaña operó con el nombre Nuevas Amistades (fundamentalmente en Chile, Perú y Colombia), interpretando los temas del dúo en compañía de Yolanda Yone. Por otra parte, en 2010, Cristina del Valle reapareció con el nombre original de la agrupación formando dúo con Manu Garzón; esta nueva formación publicó el disco El arte de amar (2013).
En septiembre de 2017, Manu abandonó el grupo, siendo remplazado por Marcos Rodríguez. Cristina del Valle, anunciaba su regreso a la escena musical junto a Marcos Rodríguez, dando entonces más de 50 conciertos por toda España, mientras han ido trabajando en el disco 'Pacto de Sal' que contiene diez canciones inéditas, lanzado el 15 de marzo de 2019. El 23 de noviembre, Amistades Peligrosas lanzaba el sencillo, 'Ya no vives en mí', junto con un videoclip. Un tema que cuenta la historia en primera persona de dos almas con espíritu trasgresor que se unen con el objetivo de romper con los “patrones establecidos”, tanto en lo artístico como en lo personal. La canción (primer corte del álbum), pone de relieve lo que Amistades Peligrosas pretende con este nuevo álbum: marcar un antes y un después, tanto en lo musical como en lo personal.
'Pacto de Sal' cuenta con una producción fresca, con la riqueza de nuevos sonidos y ampliación de estilos donde se mezclan el pop, el tecno-pop, rock, ritmos árabes y africanos conjugados con ritmos latinos.  La atinada mezcla de sensualidad, transgresión, valentía, solidaridad y compromiso quedan patentes también en este nuevo trabajo. 
En 2019, el dúo publicó su nuevo trabajo discográfico, Pacto de sal.
En marzo de 2020 publicaron una edición digital titulada El regreso.

### Reencuentro de 2020
En diciembre de 2020, Alberto y Cristina anunciaron su regreso, el lanzamiento del sencillo «Alto el fuego» y la publicación de un álbum recopilatorio para principios de 2021.

## Formaciones
- Cristina del Valle y Alberto Comesaña (1989-2010; 2020-).
- Cristina del Valle y Manu Garzón (2010-2017).
- Cristina del Valle y Marcos Rodríguez (2017-2020).
- 2004 a 2009 inactivo.

## Discografía

### Álbumes de estudio
- Relatos de una intriga (1991)
- La última tentación (1993)
- La profecía (1996)
- Nueva era (1997)
- La larga espera (2003)
- El arte de amar (2013, Cristina del Valle y Manu Garzón)
- Pacto de sal (2019, Cristina del Valle y Marcos Rodríguez)
- El regreso (2020, Cristina del Valle y Alberto Comesaña)

### Álbumes recopilatorios
- Grandes éxitos (1998)